# 冀屯镇
冀屯镇，是中华人民共和国河南省新乡市辉县市下辖的一个乡镇级行政单位。

## 行政区划
冀屯镇下辖以下地区：
冀屯村、岳村、范屯村、张千屯村、前桥位村、后桥位村、后屯村、南坦村、南流村、马正屯村、东北流村、西北流村、文庄村、麻小营村、小麻村、大麻村、白草岗村、赵流河村、东王河村、西王河村、南王河村、包公庙村、褚邱村、早生村、宪录村、亮马台村、益三村、前姚村、后姚村、西耿村、上官庄村、小洼村和大洼村。